# سيسل إدموندز
سيسل جون إدموندز (بالإنجليزية: Cecil John Edmonds)‏ (1979-1889 م) ضابط سياسي ودبلوماسي بريطاني شارك في حملة بلاد الرافدين العسكرية وقوات شمال بلاد فارس، ولاحقاً شارك في الإدارة المدنية للعراق.

## السيرة
ولد سيسل في اليابان 26 إكتوبر 1889، كان والده القس والتر وأمه لورا إدمون، وعندما بلغ الثامنة من عمره عاد إلى إنجلترا حيث تلقى تعليمه في مدرسة بيدفورد وبعدها في مدارس مستشفى المسيح العامة قبل ان يلتحق في كلية بيمبروك التابعة إلى جامعة كامبريدج لدراسة اللغات الشرقية. عمل مساعدا للقنصل البريطاني في بوشهر من 1913-1915، ومساعد الضابط السياسي في حملة بلاد الرافدين من 1915-1917، ثم خدم في قوات جنوب غرب بلاد فارس من 1917-1918، في أبريل من عام 1918 اخلي إلى إنجلترا لإصابته بمرض حمى التيفوئيد.وبعدها عاد إلى بغداد في مايو 1919، وبعدها ارسل إلى شمال بلاد فارس ضمن قوات شمال بلاد فارس كضابط سياسي، وفي شهر ديسمبر من نفس السنة قام برحلة إلى باكو.
من عام 1935 إلى 1945 كان مستشاراً في وزارة الداخلية العراقية. ونتيجة لعمله في كردستان العراق من 1920-1925، دوّٓن ملاحظاته وخبراته كضابط سياسي عن المنطقة في كتابه الشهير  كرد ترك عرب: السياسة والسفر في شمال شرق العراق، 1919-1925. والذي يقدم فيه معلومات وملاحظات تفصيلية عن الظروف الإجتماعية والسياسية، وتناول فيه ذكر عدد من الشخصيات، وكذلك تطرق فيه إلى عادات وتقاليد أهالي المناطق التي عمل فيها. اظهر إهتماماً خاصاً بالمجتمعات الدينية المختلفة في المنطقة، وكان قد واجهها أثناء خدمته في كردستان، حيث انه تدرب كمستشرق، وأصبح يمتلك معلومات كافية عن الأكراد عندما خدم في الإدارة البريطانية للعراق. واهتم بالمواقع الأثرية فمثلاً زار عام 1931 وللمرة الثانية منحوتة دربند رامكان الأثرية في السليمانية شمال العراق.
أصبح يلقي محاضرات عن الكرد في كلية الدراسات الشرقية والأفريقية في جامعة لندن من 1951-1957. تعاون في إصدار القاموس الكردي الإنجليزي لمؤلفه توفيق وهبي عام 1966.
لقد تزوج مرتين وانجب أربعة أبناء.

## مؤلفاته
- كرد، وترك، وعرب.[3] نقله الى العربي: جرجيس فتح الله.[4]
- الحج إلى لالش.[5]
- شرق وغرب زاغروس.[6]

## وفاته
توفي سيسل جون إدموندز في 11 حزيران 1979م.